# Клан Гібсон
Глан Гібсон (шотл. — Clan Gibson, Clan Gibbs) — клан Гіббс — один з кланів рівнинної частини Шотландії — Лоуленда, один з кланів Ірландії. На сьогодні клан Гібсон не має визнаного герольдами Шотландії вождя, тому його називають «кланом зброєносців».
Назва клану Гібсон є англійським варіантом назви клану — «сини Гібба». Крім окремого клану Гібсон в Шотландії є ще септа клану Буханан, яка теж називається Гібсон. І є ще септа клану Камерон, що теж називається Гібсон. При цьому ці септи вважають себе окремими кланами, хоч вони і не визнаються герольдами Шотландії як окремі клани, а лише як септи. Але вони мають власну символіку — герби вождів, тартани, гребені та ін.. атрибути шотландських кланів. Щоб якось відрізнятися від них клан Гібсон часто називає себе кланом Гіббс.
Гасло клану: Pandite Coelestes Portae — Відкриваю ворота раю (лат.)

## Виникнення назви Гібсон
У давні часи клан Гібсон володів землями в Галловей на південному заході Шотландії. Клан Гібсон був кельтського походження — виник від давніх скоттів. Але в Англії прізвище Гібсон фігурує в багатьох історичних документах. Найдавніша згадка про людину з прізвищем Гібсон датується 1379 роком. Вважається, що в Англії і Шотландії ім'я Гіб або Гібб у давні часи було скороченням від імені Гілберт. Ім'я Гілберт було дуже популярне в Англії в середні віки. Ім'я Гілберт утворилося від Гілселберт (норм. — Giselbert). Це ім'я в Англії запровадили і поширили нормани. Ім'я складається з давньогерманських слів: гісіль (gisil) — «застава», «заручник», «благородний» та бергт (berht) — «яскравий», «знаменитий».

## Історія клану Гіббс
Є історичні свідчення про те, що замок Ротесей (шотл. — Rothesay Castle) був власністю Джогуна Гібсона (шотл. — Johun Gibson) у 1335 році. У документах знадується і Томас Гібсон, що був достроково звільнений з ув'язнення у 1358 році. Не якісну який злочин він вчинив і в чому був звинувачений. У 1425 році заручниками Генрі VI були Вільям Дуглас та Джон Гіббессоун. У тому ж році Томас Гібсон згадується в грамотах щодо землі Дунфрайз (шотл. — Dunfries). У 1430 році Томас Гібсон згадується в документах щодо земель Гладмор — Гладсмуйр (шотл. — Gladmor — Gladsmuir).
У 1451 році в Глазго Девід Гібсон згадується в грамотах і судових документах. У 1496 році Джон Гібсон був камергером міста Глазго. У 1473 році Джону Гібсону — купцю було гарантовано документами безпеку під час перебування в Англії. Можливо, це то самий Джон Гібсон, що в той час був відомим адвокатом.
Існує запис про Джон Гібсона, що був орендарем Джеймса Бітона (1473—1539) — архієпископа Глазго в 1514 році.
У 1525 році Вільям Гібсон згадується у судових документах.. У 1543 році Девід Гібсон був згадується в документах щодо земель Дісарт, що в Файфі. Давід Гіб (шотл. — Dauid Gyb) був присяжним в Купарі в 1521 році. У 1585 році згадується Елізабет Гіб щодо земель Крайгмакерайн в Тайсайді. Гібсони, що жили на Оркнейських островах та в Кейтнессі були родом з Единбургу. Гібсони з Дбюрі волдоділи своїми землями з початку XVI століття до 1785 року. У 1622 році Роберт Гіб був жителем міста Лінлітгоу.